# Gina Bachauer
Gina Bachauer (en grec moderne : Τζίνα Μπαχάουερ) née le 21 mai 1913 à Athènes morte le 22 août 1976 à Athènes est une pianiste grecque naturalisée britannique.

## Carrière
Son père est autrichien et sa mère italienne. Elle étudie le piano avec Foldemar Freeman au Conservatoire d'Athènes et donne son premier récital à l'âge de 8 ans. Elle se rend à Paris pour travailler avec Alfred Cortot à l'École normale de musique
En 1935 elle se perfectionne avec Rachmaninov. Elle remporte une médaille au Concours international de Vienne. Elle débute au concert sous la direction de Dimitri Mitropoulos et fait de nombreuses tournées dans toute l'Europe. Elle se réfugie en Égypte pendant la seconde guerre mondiale où elle donne des centaines de concerts pour les troupes alliées. En 1947 elle se produit au Royal Albert Hall de Londres. En 1950 elle joue au Carnegie Hall à New York.